# Voleïbolny kloub Altaï
 A equipe de voleibol feminino do Voleïbolny kloub Altaï ou Altay VC  (Cazaque: Волейбольный клуб  ) é  um time cazaque de voleibol indoor  da cidade de Öskemen, fundado em 2004, filiado a Federação de Voleibol da República do Cazaquistão foi semifinalista na edição do Campeonato Asiático de Clubes nos anos de 2016, 2017 e 2018 .

## Resultados obtidos nas principais competições

### Títulos conquistados
- Campeonato Asiático:2016[6], 2017[7] e 2018[8]
- Liga A Cazaque: 2009-10, 2010-11, 2012-13, 2014-15, 2015-16,2016-17 e 2017-18
- Liga A Cazaque:  2008-09
- Liga B Cazaque:2011-12

- Supercopa  do Cazaquistão: 2016 e 2017
- Copa  do Cazaquistão: 2017 e 2018
- Copa  do Cazaquistão: 2016
- Jogos Spartakiada do Cazaquistão:2015

## Atletas
| - Raymariely Santos - Piyanut Pannoy - Viktoriya Lokhmanchuk - Bojana Radulović - Jovana Brakočević - Daria Ostrovskaïa - Alessya Safronova - Inna Matveyeva - Evgenia Ilina - Yelena Ezau - Irina Lukomskaya |